# Cyrus McCormick

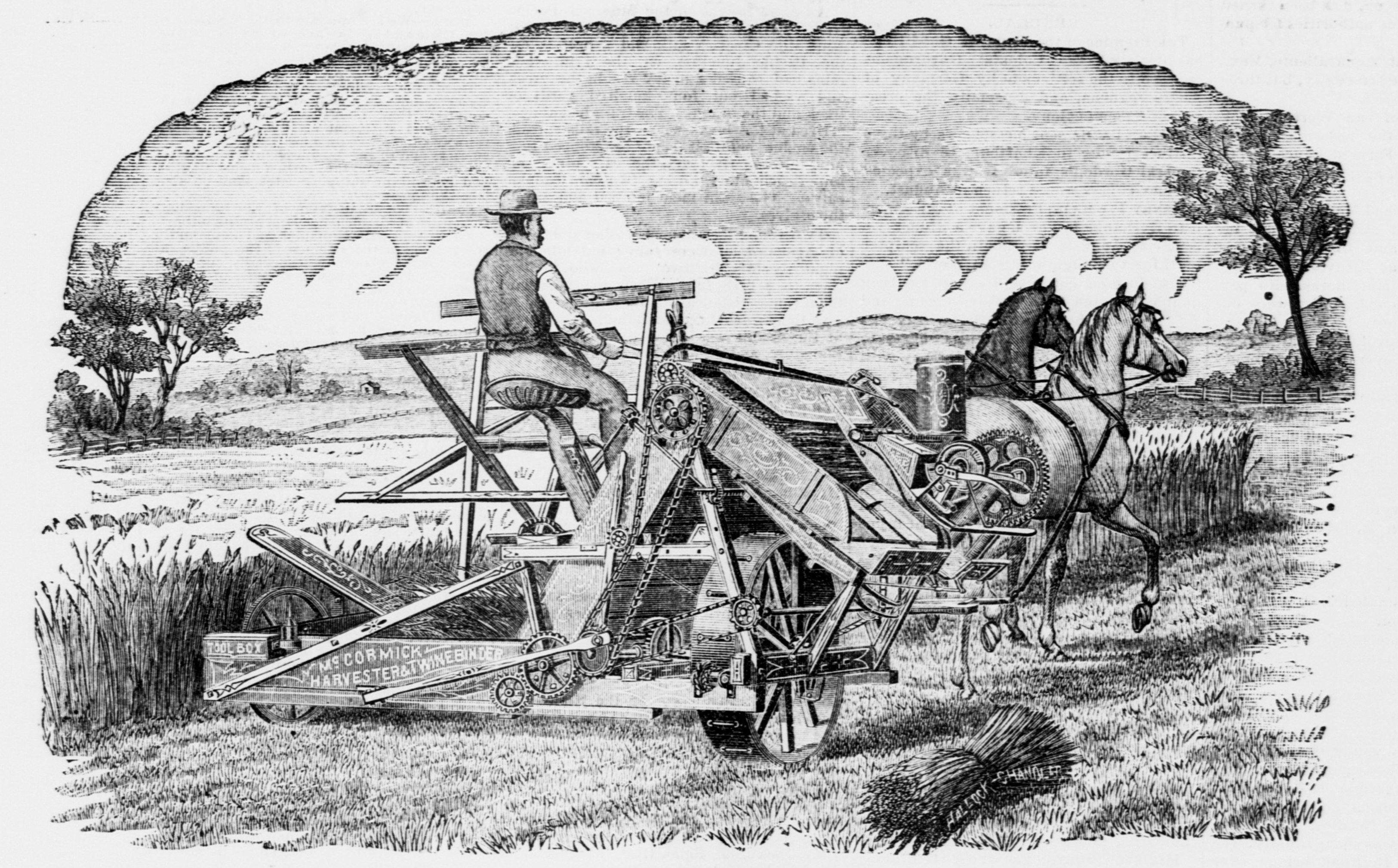
La cosechadora y engavilladora de McCormick.

Cyrus Hall McCormick (1809–1884) fue un inventor estadounidense y fundador de la empresa McCormick Harvesting Machine Company, que se volvió parte de International Harvester Company en 1902.
Cyrus McCormick y otros miembros de su familia fueron prominentes ciudadanos en Chicago, durante la segunda mitad del siglo XIX.
A pesar de que generalmente se considera a McCormick el inventor de la cosechadora automática y otras máquinas agrícolas, como la engavilladora que al tiempo que cosechaba el trigo, amarraba los fardos de paja que se obtenían como subproducto, que revolucionaron las prácticas de la agricultura de los Estados Unidos durante los años 1850-1880, él se basó en el trabajo de otros, incluyendo miembros de su familia. Su mérito estuvo en la integración de los conceptos de diseño, en la obtención de las patentes respectivas y finalmente en la fabricación de la maquinaria hasta hacerla comercial.

## Biografía

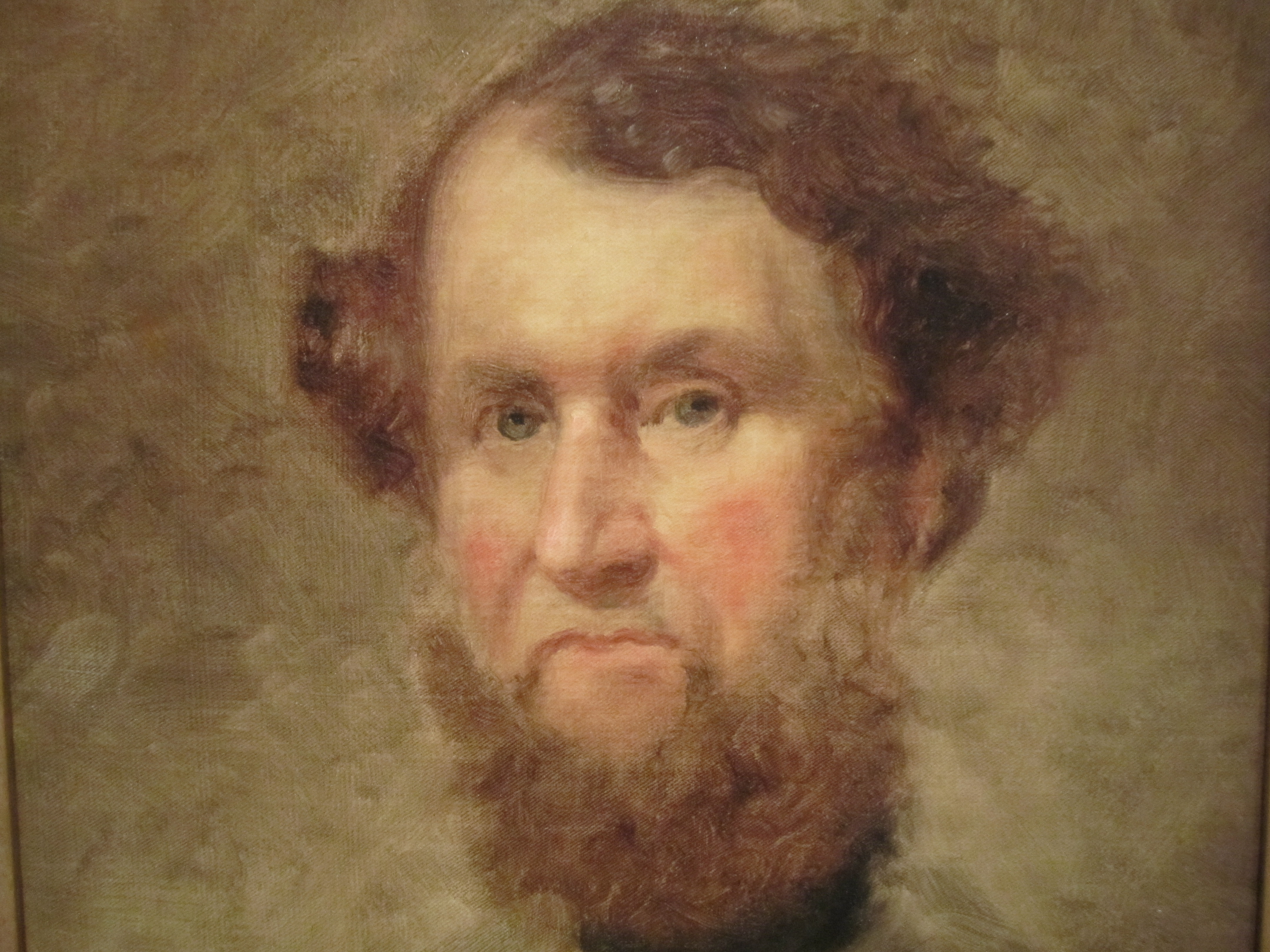
Cyrus Hall McCormick portrait, en la National Portrait Gallery de Washington D. C.

Cyrus Hall McCormick nació el 15 de febrero de 1809 en el rancho de la familia McCormick en Raphine el Condado de Rockbridge, Virginia, en el Valle de Shenandoah, en el lado oeste de las Blue Ridge Mountains. Era el mayor de los ocho hijos del inventor Robert McCormick Jr. (1780-1846) y Mary Ann "Polly" Hall (1780-1853). ambos eran de origen irlandés, presbiterianos de religión cristiana protestante de la provincia de Úlster. Cyrus recibió muy poca o ninguna educación formal.
A pesar de que la plantación de los McCormick mantenía un número de esclavos, cada miembro de la familia tenía la obligación de participar en las tareas productivas, principalmente durante las épocas de cosecha. Desde temprana edad, Cyrus McCormick prefirió y propuso el uso de máquinas para aliviar la dureza del trabajo en el campo y hacerlo más eficiente. Durante su adolescencia diseñó y patentó aparatos que reducían la carga de trabajo para los que laboraban la tierra. Después, intentó vender algunas de sus invenciones, pero no tuvo mayor éxito en esos intentos. Tendría que esperar hasta ser mayor para lograr conjuntar sus habilidades, con sus ideas, pero cuando lo logró, fue sumamente exitoso y pudo construir un verdadero emporio industrial.
Aprovechando los años de desarrollo de su padre, Cyrus retomó el proyecto ayudado por Jo Anderson, un esclavo afroamericano de la plantación McCormick. En esos años se comercializaron en Estados Unidos algunas máquinas basadas en un diseño de Patrick Bell de Escocia (que no había sido patentado). La máquina Bell era empujada por caballos. El diseño de McCormick era tirado por caballos y cortaba el grano a un lado del equipo.
Cyrus McCormick realizó una de sus primeras demostraciones de siega mecánica en el cercano pueblo de Steeles Tavern, Virginia en 1831. Afirmó haber desarrollado una versión definitiva de la segadora en 18 meses. El joven McCormick obtuvo la patente de la segadora el 21 de junio de 1834, dos años después de habérsele concedido la patente de un arado autoafilable. Sin embargo, no se vendió ninguna porque la máquina no podía soportar condiciones variables.

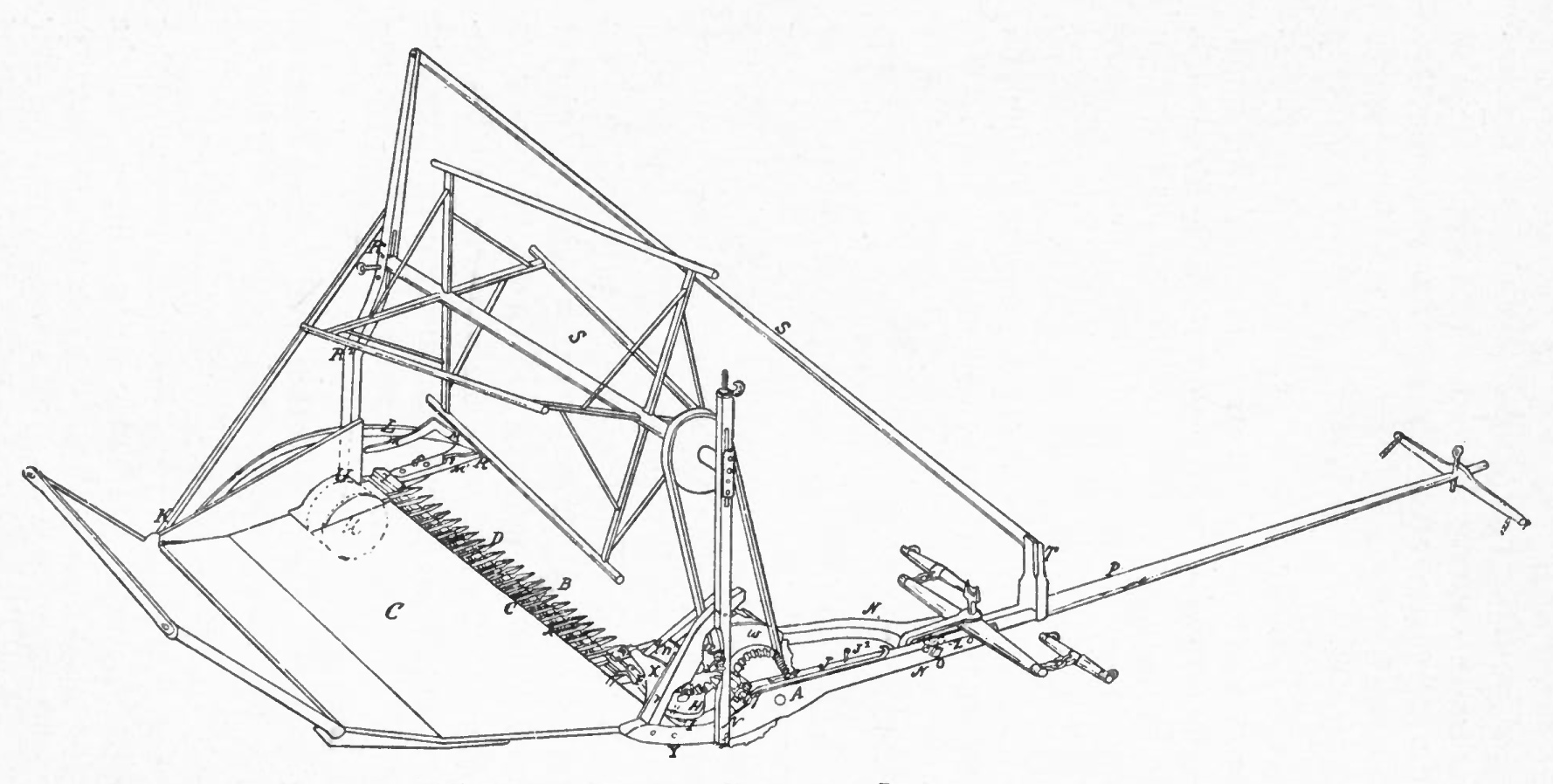
Esbozo del modelo de la segadora modelo 1845.

La familia McCormick también trabajó conjuntamente en un negocio de herrería y fundición de metales. El pánico de 1837 casi provocó la quiebra de la familia cuando un socio se retiró. En 1839 McCormick empezó a hacer más demostraciones públicas de la segadora, pero los granjeros locales seguían pensando que la máquina no era fiable. Vendió una en 1840, pero ninguna en 1841.
Aprovechando la aprobación del primer cliente de su padre para una máquina construida por McPhetrich, Cyrus intentó continuamente mejorar el diseño. Finalmente vendió siete segadoras en 1842, 29 en 1843 y 50 en 1844. Todas fueron construidas manualmente en el taller de la granja familiar. 
El 31 de enero de 1845 recibió una segunda patente para mejorar la segadora.
A medida que se corría la voz sobre la segadora, McCormick se dio cuenta de que llegaban pedidos desde el oeste, donde las granjas solían ser más grandes y la tierra más llana. Durante su estancia en Washington D. C. para obtener la patente de 1845, se enteró de la existencia de una fábrica en Brockport, Nueva York, donde contrató la producción en serie de las máquinas. También concedió licencias a otras empresas de todo el país para fabricar la cosechadora, pero su calidad a menudo resultaba deficiente, lo que perjudicó la reputación del producto. Su padre murió entonces.
Las máquinas que construyó y patentó, particularmente aquella que usaba hilo de henequén para engavillar (amarrar los fardos de paja o heno resultado de las cosechas de trigo), entre otras, fueron la clave para el auge de la industria henequenera en el Yucatán (México), decimonónico.

## Mudanza a Chicago
En 1847, tras la muerte de su padre, Cyrus y su hermano Leander (1819-1900) se trasladaron a Chicago, donde establecieron una fábrica para construir sus máquinas. En aquella época, otras ciudades del Medio Oeste de los Estados Unidos, como Cleveland (Ohio); St. Louis (Misuri); y Milwaukee (Wisconsin) estaban más establecidas y eran más prósperas. Chicago no tenía calles pavimentadas en aquella época, pero la ciudad disponía del mejor transporte fluvial desde el este a través de los Grandes Lagos para sus materias primas, así como conexiones ferroviarias con el lejano oeste, donde se encontrarían sus clientes.
Cuando McCormick intentó renovar su patente en 1848, la Oficina de Patentes y Marcas Registradas de los Estados Unidos observó que una máquina similar ya había sido patentada por Obed Hussey unos meses antes. McCormick afirmó que había inventado su máquina en 1831, pero la renovación le fue denegada. William Manning de Plainfield (Nueva Jersey) también había recibido una patente para su segadora en mayo de 1831, pero en ese momento, Manning evidentemente no defendía su patente.
El hermano de McCormick, William (1815-1865) se trasladó a Chicago en 1849 y se unió a la empresa para ocuparse de los asuntos financieros. La cosechadora McCormick se vendió bien, en parte como resultado de prácticas comerciales inteligentes e innovadoras. Sus productos llegaron al mercado justo cuando el desarrollo del ferrocarril ofrecía una amplia distribución a mercados distantes. McCormick desarrolló técnicas de marketing y ventas, creando una amplia red de vendedores formados para demostrar el funcionamiento de las máquinas en el campo, así como para conseguir piezas rápidamente y reparar las máquinas en el campo si era necesario durante las épocas cruciales del año agrícola.
Un anuncio de la empresa retomaba el mural de Emanuel Leutze Hacia el Oeste, el curso del imperio sigue su camino; añadía al título: "con segadoras McCormick en la furgoneta"."
En 1851, McCormick viajó a Londres para mostrar una segadora en la Exposición del Palacio de Cristal. Después de que su máquina cosechara con éxito un campo de trigo verde mientras la máquina de Hussey fallaba, ganó una medalla de oro y fue admitido en la Legión de Honor. Su celebración duró poco al enterarse de que había perdido un recurso judicial contra la patente de Hussey.

## Controversias jurídicas y éxito
Otro competidor de McCormick Company fue John Henry Manny de Rockford, Illinois.  Después de que la Cosechadora Manny venciera a la versión McCormick en la Exposición de París de 1855, McCormick presentó una demanda contra Manny por infracción de patente. McCormick exigió a Manny que dejara de producir segadoras y le pagara 400 000 dólares.
El juicio, programado originalmente para celebrarse en Chicago en septiembre de 1855, contó con destacados abogados de ambas partes. McCormick contrató al exfiscal general de Estados Unidos Reverdy Johnson y al abogado de patentes de Nueva York Edward Nicholl Dickerson. Manny contrató a George Harding y Edwin M. Stanton. Como el juicio se iba a celebrar en Illinois, Harding contrató al abogado local de Illinois Abraham Lincoln. Sin embargo, el juicio se trasladó a Cincinnati, Ohio. Manny ganó el caso, con una opinión del juez del Tribunal Supremo del Estado John McLean. Lincoln no contribuyó a la defensa. Stanton se había opuesto a la presencia de Lincoln, refiriéndose a él como "ese maldito simio de brazos largos". Tras ser elegido presidente cinco años después, Lincoln eligió a Stanton para ser su Secretario de Guerra, donde se convirtió en uno de los principales asesores de Lincoln.

## Legado y honores recibidos
Se concedieron numerosos premios y medallas a McCormick por su cosechadora, que reducía el trabajo humano en las explotaciones agrícolas, a la vez que aumentaba la productividad. Así, contribuyó a la industrialización de la agricultura, así como a la migración de la mano de obra a las ciudades en numerosos países productores de trigo (36 por la muerte de McCormick). El gobierno francés nombró a McCormick Oficial de la Legión de Honor en 1851, y fue elegido miembro correspondiente de la Academia Francesa de Ciencias en 1878 "por haber hecho más por la causa de la agricultura que cualquier otro hombre vivo".
La Sociedad Histórica de Wisconsin conserva los documentos de Cyrus McCormick.
- La granja de Cyrus McCormick, gestionada por otros miembros de la familia después de que Cyrus y Leander se trasladaran a Chicago, fue finalmente donada a la Universidad Tecnológica de Virginia, que gestiona el núcleo de la propiedad como museo gratuito, y otras secciones como granja experimental. En 1928 se erigió cerca de la casa principal un marcador que conmemora la contribución de Cyrus McCormick a la agricultura.
- Se erigió una estatua de McCormick en el campus principal de la Universidad de Washington y Lee, en Lexington, Virginia.
- La ciudad de McCormick, en Carolina del Sur, y el condado de McCormick, en el estado, recibieron su nombre después de que comprara una mina de oro en la ciudad, antes conocida como Dornsville.[14]
- En 1975, McCormick fue incluido en el Salón de la Fama de los Negocios de Estados Unidos de Junior Achievement.[15]
- En 1940 se emitieron sellos postales de 3 centavos en conmemoración de Cyrus Hall McCormick. Véase la serie de americanos famosos de 1940.